# 索拉内阿
索拉内阿是巴西帕拉伊巴州的一个市镇。总面积265.921平方公里，总人口27951人，人口密度105.1人/平方公里。